# Joe Gomez
Joseph „Joe“ David Gomez (* 23. Mai 1997 in Lewisham, London) ist ein englischer Fußballspieler. Der Innenverteidiger steht beim FC Liverpool unter Vertrag und ist A-Nationalspieler.

## Karriere

### Vereine
Gomez rückte zur Saison 2014/15 bei Charlton Athletic von der Jugend in den Kader der ersten Mannschaft auf. Am 19. August 2014 gab er beim 3:2-Sieg im Heimspiel gegen Derby County sein Debüt in der Football League Championship.
Zur Saison 2015/16 wechselte Gomez zum FC Liverpool. Sein Trainer Brendan Rodgers stellte ihn in der Innenverteidigung oder als linken Außenverteidiger auf. Am 13. Oktober 2015 erlitt Gomez im Spiel für die englische U21 gegen Kasachstan einen Kreuzbandriss. Exakt ein Jahr später stieg er am 13. Oktober 2016 wieder bei Liverpool in das Mannschaftstraining ein. In der Spielzeit 2018/19 gewann Gomez mit Liverpool die Champions League. Im Dezember 2019 konnte er mit Liverpool die FIFA-Klub-Weltmeisterschaft 2019 gegen Flamengo Rio de Janeiro mit 1:0 nach Verlängerung gewinnen. In der Spielzeit 2019/20 sicherte sich Gomez mit seiner Mannschaft die englische Meisterschaft.

### Nationalmannschaft
Im November 2012 absolvierte Gomez gegen Wales (1:0) und Schottland (1:0) zwei Spiele für die U16-Auswahl des englischen Fußballverbands. Am 8. Februar kam er im Rahmen des Algarve-Cups in Portugal bei der 1:2-Niederlage gegen Deutschland zu seinem ersten Einsatz für die U17-Nationalmannschaft. 2014 nahm er mit der Auswahl an der U17-Europameisterschaft auf Malta teil und gewann mit seiner Mannschaft den Titel. Zudem wurde er in die Mannschaft des Turniers gewählt. Insgesamt spielte Gomez 19-mal für die U17. Im September 2015 kam er dreimal für die U21-Auswahl zum Einsatz.
Am 10. November 2017 debütierte Gomez beim 0:0 im Freundschaftsspiel gegen Deutschland in der A-Nationalmannschaft.

## Titel

### Verein
International
- Champions-League-Sieger: 2019
- Klub-Weltmeister: 2019
- UEFA-Super-Cup-Sieger: 2019

England
- Meister (2): 2020, 2025
- Pokalsieger: 2022
- Ligapokalsieger (2): 2022, 2024
- Supercupsieger: 2022

### Nationalmannschaft
- U17-Europameister: 2014

## Familie
Gomez ist der Sohn eines gambischen Vaters und einer englischen Mutter.